# Форбс, Алекс
Александе́р Ру́ни Фо́рбс (англ. Alexander Rooney Forbes; 21 января 1925, Данди — 28 июля 2014, Данди) — шотландский футболист и футбольный тренер, играл на позиции полузащитника.

## Биография

### Клубная карьера
Форбс родился в Шотландии, но профессиональную карьеру начал в «Шеффилд Юнайтед». В составе «клинков» Форбс суммарно отыграл четыре сезона и в феврале 1948 года перешёл в лондонский «Арсенал». Сумма этого трансфера составила 12 000 фунтов стерлингов. В составе «канониров» Форбс отыграл восемь сезонов, сыграв за это время 240 матчей в чемпионате страны, выиграв в 1948 и 1953 годах два чемпионских титула.
Покинув «Арсенал», Форбс по одному сезону играл за «Лейтон Ориент» и «Фулхэм», в котором завершил игровую карьеру. За эти два сезона он суммарно сыграл 12 матчей, пропустив большую часть сезона из-за проблем с хрящевыми суставами.

### Карьера в сборной
В составе сборной Шотландии сыграл 14 матчей, в которых не забил ни одного мяча.

### Карьера тренера
Работал главным тренером нескольких команд, в том числе и в ЮАР.

### Смерть
Скончался 28 июля 2014 года в Данди в возрасте 89 лет.

## Достижения
«Арсенал» (Лондон)
- Чемпион Первого дивизиона (2): 1947/48, 1952/53
- Обладатель Кубка Англии (1): 1950
- Обладатель Суперкубка Англии (1): 1953